# Unity (moteur de jeu)
Pour les articles homonymes, voir Unity.
Unity est un moteur de jeu multiplateforme (smartphone, ordinateur, consoles de jeux vidéo et Web) développé par Unity Technologies. Il a la particularité de proposer une licence gratuite dite « Personal » avec quelques limitations de technologie avancée au niveau de l'éditeur, mais sans limitation au niveau du moteur.
Il est l'un des deux moteurs les plus répandus dans l'industrie du jeu vidéo, aussi bien pour les grands studios que pour les indépendants. Par rapport à son concurrent principal, Unreal Engine, Unity est considéré comme ayant une interface utilisateur plus facile d'accès et un service plus approprié pour les créations indépendantes.

## Description

### Spécificités techniques
Le logiciel a la particularité d'utiliser du code (C#) sur la plateforme « .NET » avec l'implémentation Mono. Son éditeur était auparavant basé sur MonoDevelop, via MonoDevelop-Unity, mais à partir de la version 2018.1, il est basé sur Visual Studio Community. Il permet toujours de sortir du code Mono, ayant l'avantage d'être multiplateforme et multi-architecture, mais permet également, via son backend « IL2CPP » (Intermediate Language To C++), de générer du code intermédiaire C++ afin de pouvoir générer des binaires natifs (.exe, APK…). Ce backend permet également de générer des applications pour iOS et WebGL,.
Le moteur utilisait auparavant UnityScript (un langage proche du JavaScript et inspiré d'ECMAScript et arrêté depuis la version 2017.2) et Boo (arrêté à la version 5.0) au lieu de Lua très utilisé dans les jeux vidéo. Son approche est orientée asset, par le biais d'un EDI dédié, à la différence des moteurs[réf. nécessaire] comme le Quake engine dont les éléments centraux sont les codes sources[réf. nécessaire]. Il est l'équivalent du logiciel de création Adobe Director pour la 2D qui utilise Lingo. Il se rapproche plus pour la 3D des logiciels tels que Shiva, Virtools, Cheetah3D (en). Parmi les logiciels d'animations, il ne permet pas la modélisation (sauf depuis la version 2018.1) mais permet de créer des scènes supportant des éclairages, des terrains, des caméras, des textures, la musique et les vidéos. Il est par ces fonctionnalités un mélange de VRML et de QuickTime.

### Plateformes supportées

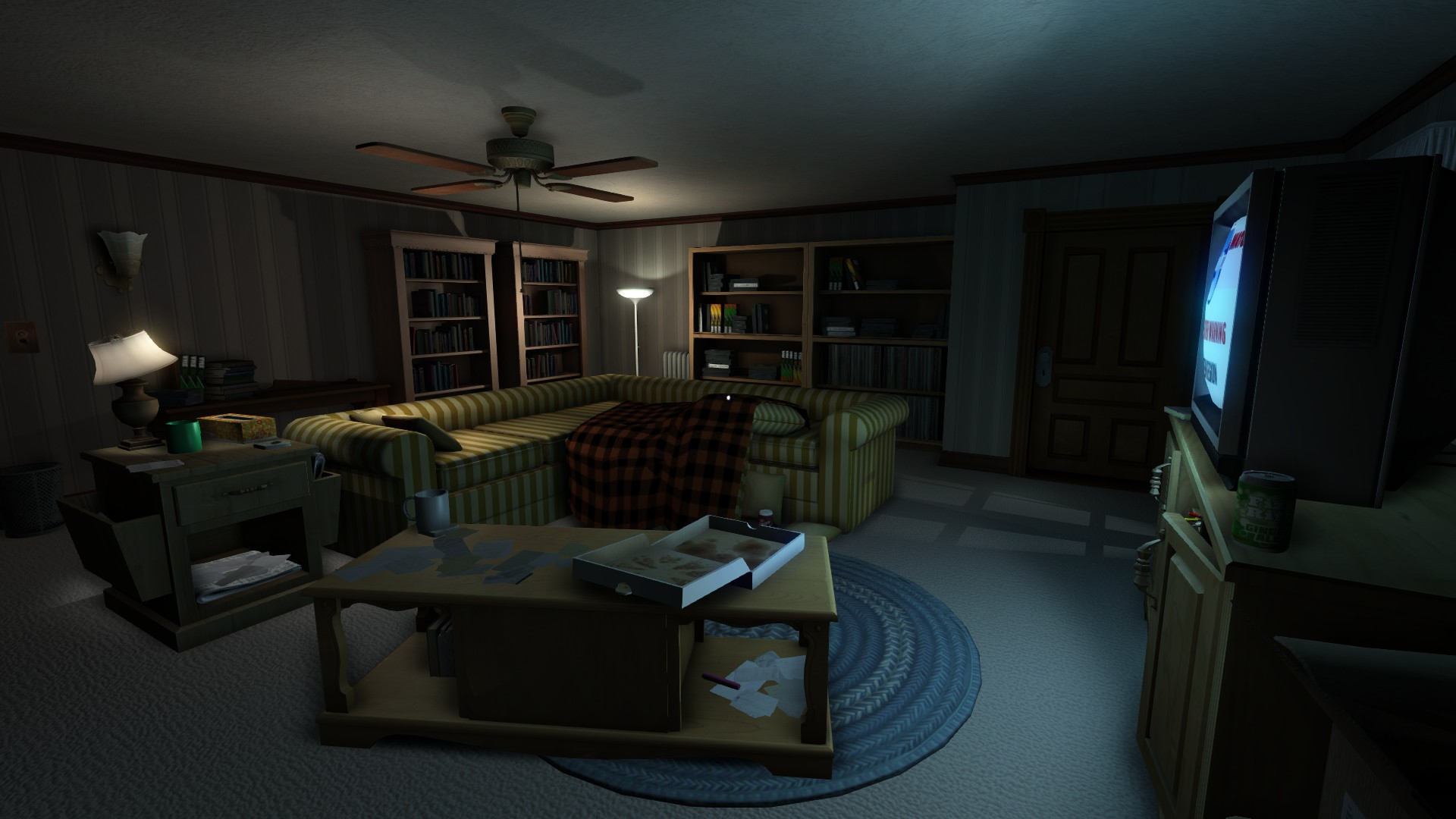
Gone Home (2013), un exemple de jeu vidéo indépendant développé sur Unity.

Le logiciel de conception développé d'abord pour la plate-forme Mac a été porté sous Windows et permet d'obtenir des applications compatibles Windows, Mac OS X, iOS, Android, TvOS, PlayStation 3, PlayStation Vita, PlayStation 4, Xbox 360, Xbox One, Xbox One X, Windows Phone 8, Windows 10 Mobile , PlayStation Mobile, Tizen, Oculus Rift, Wii U, Nintendo 3DS, Nintendo Switch, WebGL, Samsung TV, dans une page web grâce à un plugin, ou depuis la version 3.5 le format Flash d'Adobe, bien que cette dernière option ait été retirée fin avril 2013.
La version 4.0, sortie en novembre 2012, intègre le développement de jeux compatibles avec Linux,. Les jeux développés pourront ainsi fonctionner sous Linux. Depuis le 25 août 2015, Unity lui-même est disponible sous Linux avec des restrictions d'exports (pas d'export Windows par exemple). Le support de jeux compatibles avec Linux s'appuie dans un premier temps sur la distribution Ubuntu et sur les pilotes propriétaires fournis par les fabricants de cartes graphiques.
Unity 3D collabore avec Canonical au sein d'une équipe spécialisée dans les jeux vidéo.
Le support Linux est cependant limité aux systèmes d'exploitation mobiles (Android et iOS) et aux processeurs x86 sur ordinateur de bureau.

### Compatibilité
Il est capable d'importer de nombreux formats 3D (Blender, Maya, Cinema 4D, Cheetah3D (en), FBX), des ressources variées (des textures Photoshop, PNG, TIFF, audios, vidéos) qu'il optimise par l'utilisation de filtres.
Unity possède une large palette de déploiement :
- il est compatible avec les API graphiques Direct3D[5], OpenGL[5] , Vulkan[12].
- les navigateurs web peuvent, grâce au plugin Unity Web Player, afficher les productions du moteur[13] ;
- il est compatible avec QuickTime[14] et utilise en interne le format Ogg Vorbis[15].

### Gestion des formats
Le logiciel prend en charge les fichiers d'image aux formats suivants :
- Adobe Photoshop (.psd)
- JPEG File Interchange Format (.jpg)
- Portable Network Graphics (.png)
- Truevision Targa (.tga)
- Windows Bitmap (.bmp)
- ZSoft Paintbrush PCX (.pcx)
- Scalable Vector Graphics (.svg)

Le logiciel prend en charge les fichiers de structure 3D aux formats suivants :
- 3D Studio meshes (.3ds)
- B3D (.b3d)
- Alias Wavefront Maya (.obj)
- Cartography shop 4 (.csm)
- COLLADA (.xml, .dae)
- DeleD (.dmf)
- FSRad oct (.oct)
- Irrlicht scènes (.irr)
- Irrlicht static meshes (.irrmesh)
- Microsoft DirectX (.x) (binary & text)
- Milkshape 3D (.ms3d)
- My3DTools 3 (.my3D)
- OGRE meshes (.mesh)
- Pulsar LMTools (.lmts)
- Quake 3 levels (.bsp)
- Quake 2 models (.md2)
- Fichiers STL (.stl)
- Fichiers 3D FBX (.fbx)
- Fichier Blender (.blend)
- Fichier Sweet Home 3D (.sh3d)

Le logiciel prend en charge les fichiers audio aux formats suivants :
- MP3 (.mp3)
- Ogg (.ogg)
- WAV (.wav)

### Communauté de développeurs
Depuis la création d'Unity, une chaîne officielle a vu le jour sur YouTube et recensait en juillet 2022 environ 1 100 000 abonnés et plus de 500 mentions « J'aime » sur chaque vidéo. Très active, la chaîne propose environ tous les mois la rediffusion des Unity Awards, là où les meilleurs jeux de toutes les catégories produits avec le moteur Unity sont récompensés, cela accompagné de tutoriels, d'explications, de compilations des meilleurs jeux et des démonstrations de la performance et des capacités offertes par Unity. La chaîne permet ainsi aux développeurs expérimentés d'en apprendre plus et aux novices de visualiser une large palette de créations de la communauté Unity.
Unity met aussi à la disposition des débutants des projets de jeux pré-faits, ainsi qu'un site internet avec des tutoriels gratuits, ou encore différents forums pour les aider.

## Commercialisation

### Dans les années 2010
En date du 2 août 2013, le logiciel n'était disponible que dans une version payante et une version gratuite :
- la licence payante est facturée à l'achat un système de paiement par mois ou en une fois, une licence pour deux postes de travail sans royalties ;
- la licence gratuite est disponible en gratuiciel (freeware) , elle ne présente pas de coût d'acquisition et pas de royalties, mais toutes les fonctionnalités ne sont pas disponibles[17] et les jeux ou animations produits incluent un écran de démarrage ou un tatouage numérique (watermark) Unity[18].

Depuis, le logiciel s'est décliné en quatre formules, classées par ordre de prix :
- la licence gratuite « Personal », sans support ;
- la licence payante « Plus » (40 $ mensuels), pour les amateurs éclairés, avec accès au support ;
- la licence payante « Pro » (150 $ mensuels), requise si les bénéfices s'élèvent à plus de 200 000 $ sur les 12 derniers mois. Elle est destinée aux petites équipes et aux professionnels, avec des accès premiums au support et aux experts Unity ;
- la licence payante « Enterprise », spécialement adaptée aux organisations à plus grande échelle.

### À partir de 2023
En septembre 2023, Unity annonce des changements majeurs dans son modèle de licence qui prendront effet à partir de janvier 2024. Les jeux utilisant le moteur seront soumis à des frais d’exécution, calculés en fonction du nombre d'installations du jeu et facturés mensuellement, s'ils atteignent des seuils spécifiques de revenus et d'installation. Ces frais sont communément appelés « runtime fee », (« frais runtime »). Unity déclare que la monétisation des frais d'exécution de cette manière est nécessaire pour permettre aux créateurs de conserver les gains financiers continus provenant de l'engagement des joueurs,.
Les nouvelles conditions font l'objet de nombreuses critiques de la part des développeurs de jeux et de studios qui utilisaient Unity depuis des années, notamment en ce qui concerne la manière dont cette redevance serait calculée et appliquée, et les implications pour les démos, les jeux freemium et les bundles distribués pour des causes caritatives. Unity publie par la suite une déclaration clarifiant la définition d'une "installation" payante et annonce que la redevance ne s'appliquerait pas aux jeux de bienfaisance ou aux offres groupées.
Après la polémique suscitée par ces changements, Unity a finalement révisé ses changements le 22 septembre 2023. Ces changements incluent notamment la suppression des frais d'utilisation d'Unity Personal pour les projets financés jusqu'à 200 000 $ (une augmentation par rapport au seuil précédent de 100 000 $), les frais ne s'appliqueraient qu'aux jeux développés avec Unity 2024 et au-delà, sans frais rétroactifs, et les frais seraient basés sur le moindre de 2,5 % des revenus mensuels ou une valeur calculée basée sur les engagements mensuels, les deux reposant uniquement sur l'autodéclaration de ces chiffres.
La runtime fee est ensuite complètement annulée un an plus tard, en septembre 2024 au profit d'une augmentation des abonnements à partir de 2025.

## Image publique
Par rapport à son concurrent principal, le moteur Unreal Engine développé par Epic Games, Unity est considéré comme ayant une interface utilisateur plus facile d'accès, et un service plus approprié pour la production indépendante.
En septembre 2023, après la polémique liée à une nouvelle politique de tarification jugée abusive, des analystes de l'industrie vidéoludique remarquent que l'entreprise a torpillé son image de marque et toute bienveillance que ses clients pouvaient lui porter. Le journaliste spécialisé Jason Schreier note qu'il faudra des années à Unity pour espérer contrebalancer cette communication « désastreuse ».

## Historique de l'entreprise
En 2020, l'entreprise entre en Bourse. Sa valorisation chute brutalement en 2022, à la suite d'un changement de politique de confidentialité d'Apple, qui met à mal le modèle économique basé sur la publicité sur lequel Unity reposait ; l'entreprise procède alors à plusieurs vagues de licenciements, dont une qui concerne 8% de ses effectifs, soit 600 personnes à l'époque. Le début des années 2020 voit aussi pour Unity plusieurs polémiques liées à une communication maladroite de l'entreprise, qui s'engage aux côtés de l'armée de terre américaine, augmente sans prévenir sa tarification pour les consoles, et dont le PDG John Riccitiello insulte de « putain d'idiots » les développeurs qui ne se soucieraient pas de la monétisation de leurs jeux.
En 2022, l'entreprise californienne AppLovin (en) fait une proposition de rachat de Unity estimée à 17,5 milliards de dollars,.
En septembre 2023, l'annonce par la direction d'Unity d'une nouvelle tarification du moteur, jugée abusive par les professionnels et la presse, provoque des réactions d'ampleur dans l'industrie vidéoludique. De nombreux studios, comme les auteurs du succès indépendant Slay the Spire, réagissent en cessant d'utiliser le moteur et en annonçant passer à l'usage de moteurs concurrents, ou même en désactivant les systèmes de monétisation internes à leurs jeux qui permettaient à Unity de percevoir des revenus additionnels. La polémique est d'autant plus vive que l'entreprise Unity a modifié les conditions d'utilisation du moteur en revenant sur certains de ses engagements passés, des agissements vus comme une crise de confiance,. Le 14 septembre, des menaces de mort émanant d'un employé d'Unity amènent l'entreprise à fermer temporairement deux de ses bureaux, à San Francisco et à Austin. Un mois après cette polémique, l'entreprise annonce le départ de son président et directeur général John Riccitiello, qui était en poste depuis 2014.